# Miroslav Klimes
Miroslav Klimes  (* 13. November 1947 in Rumburk, Tschechoslowakei; † 2006 in Bautzen) war ein deutscher Bildhauer.

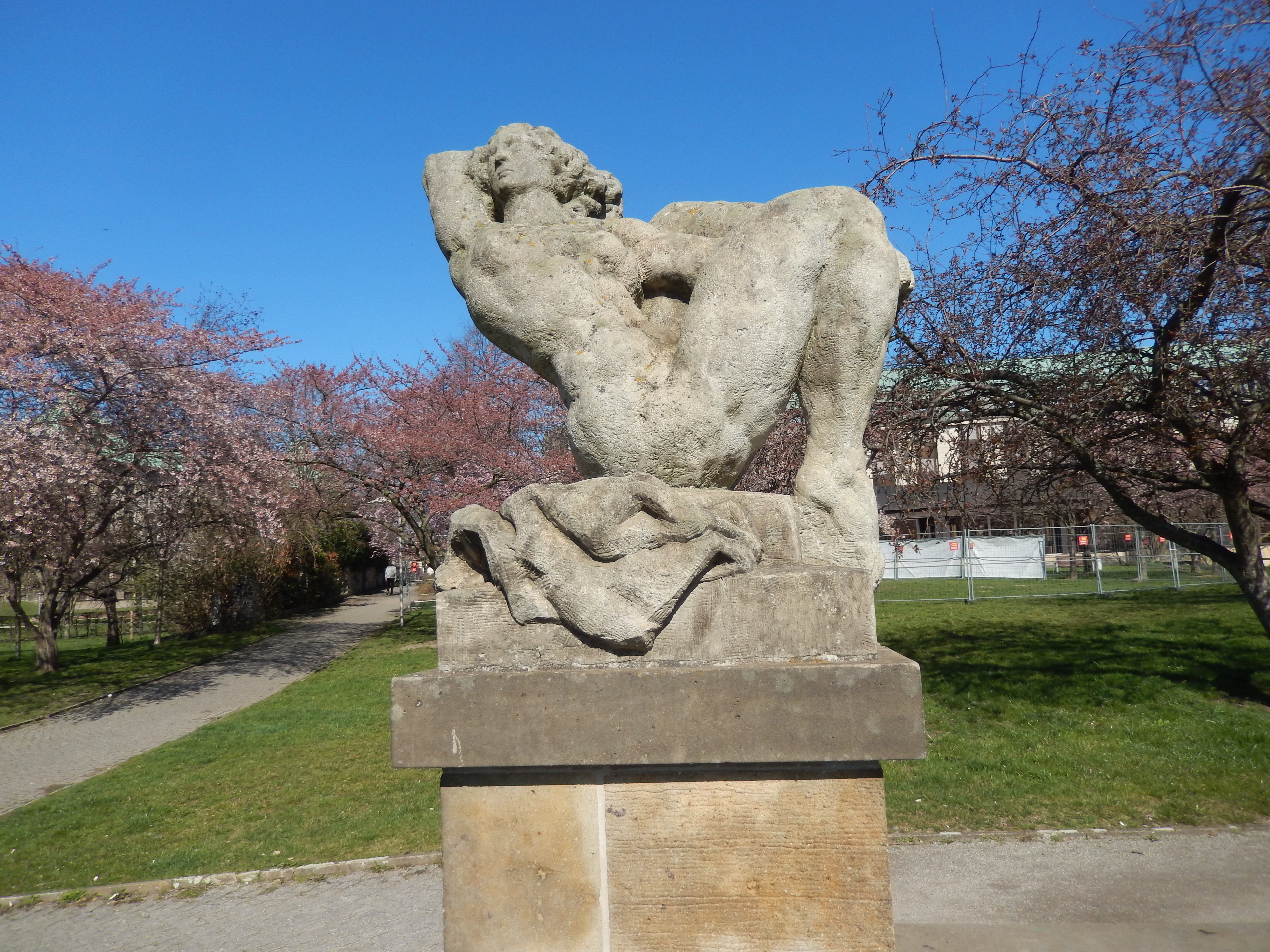
Dresden Klimes Sitzende

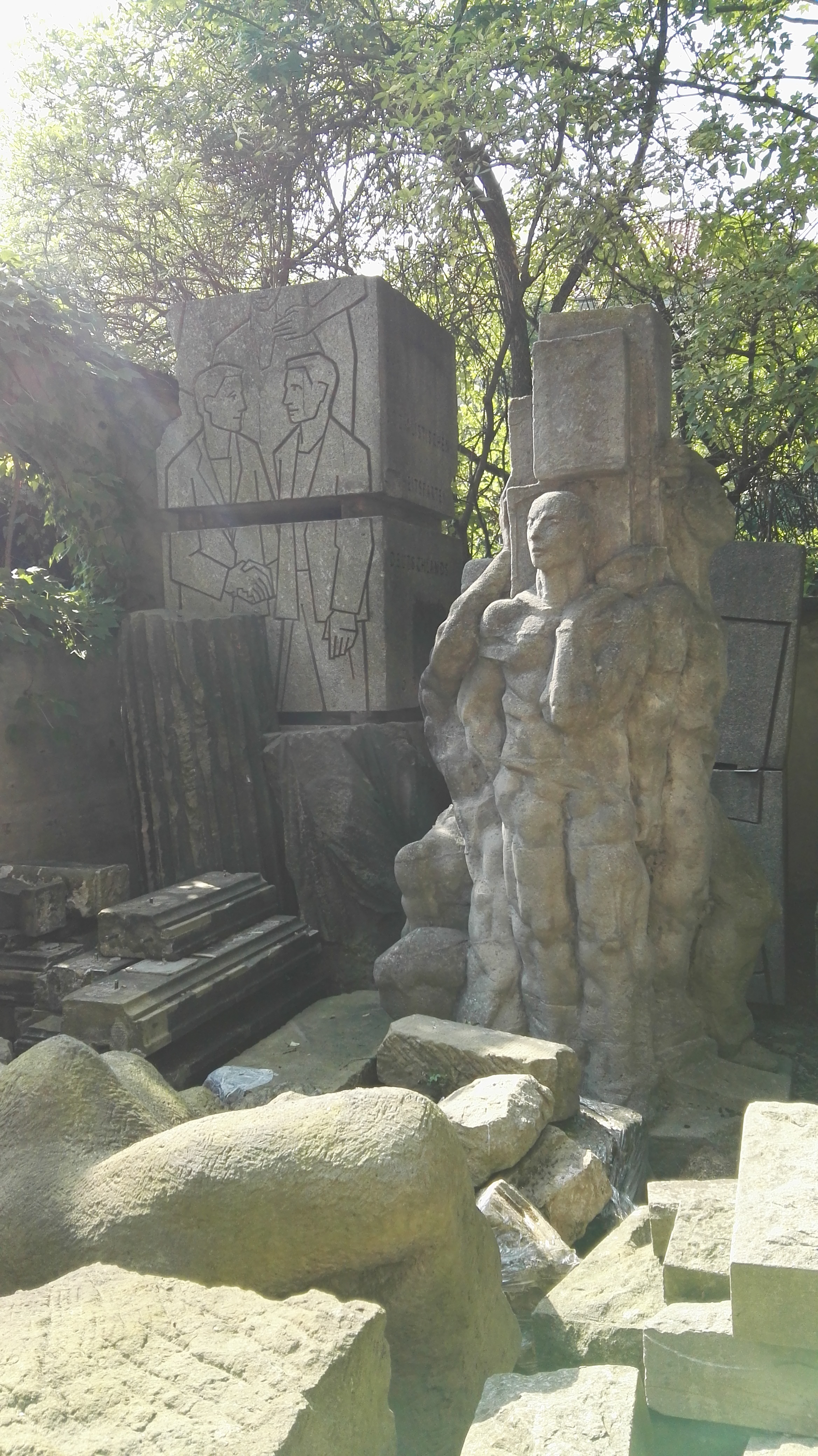
Bauarbeiter im Lapidarium

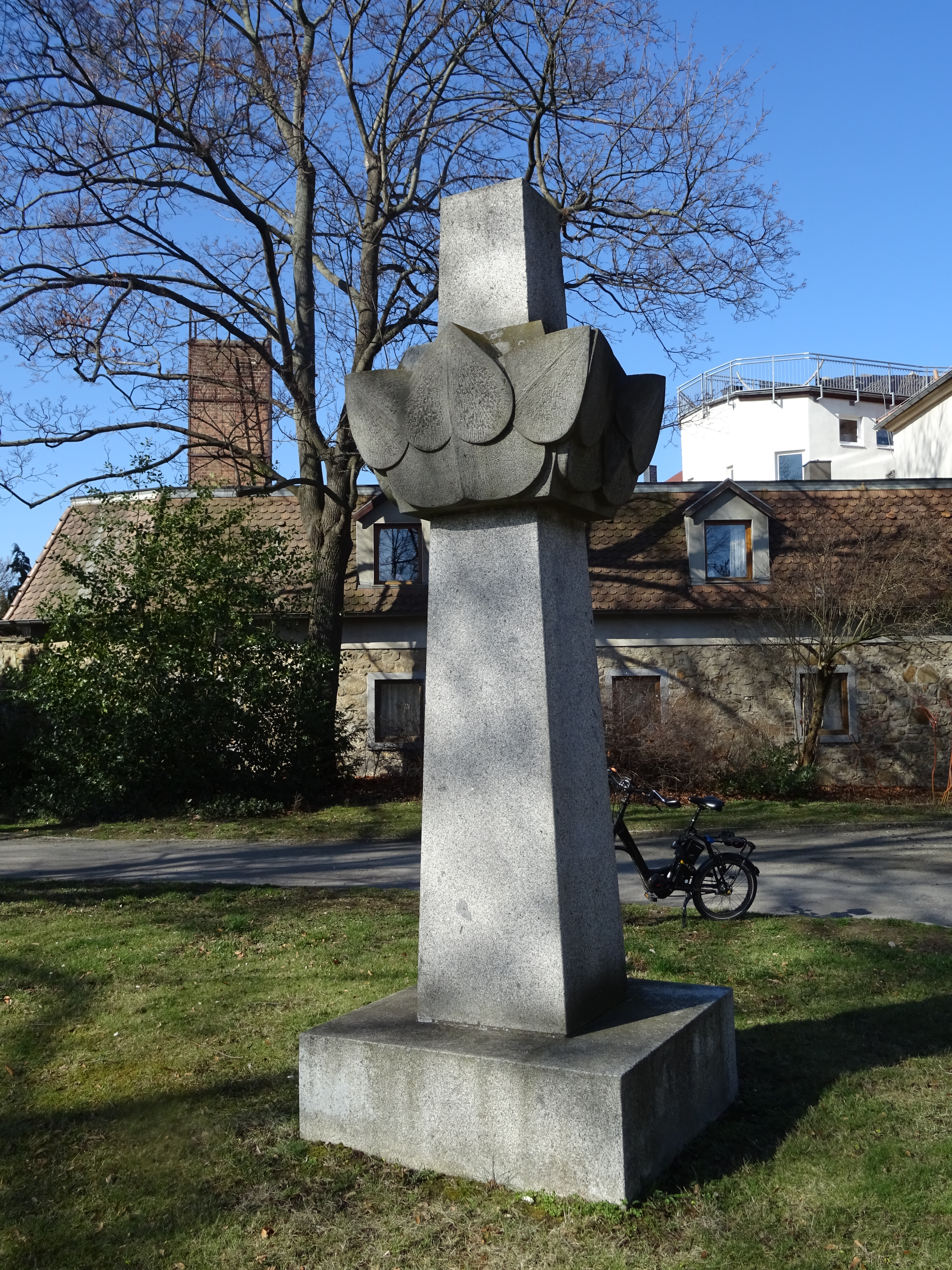
Bautzen: Obelisk mit Lindenblättern

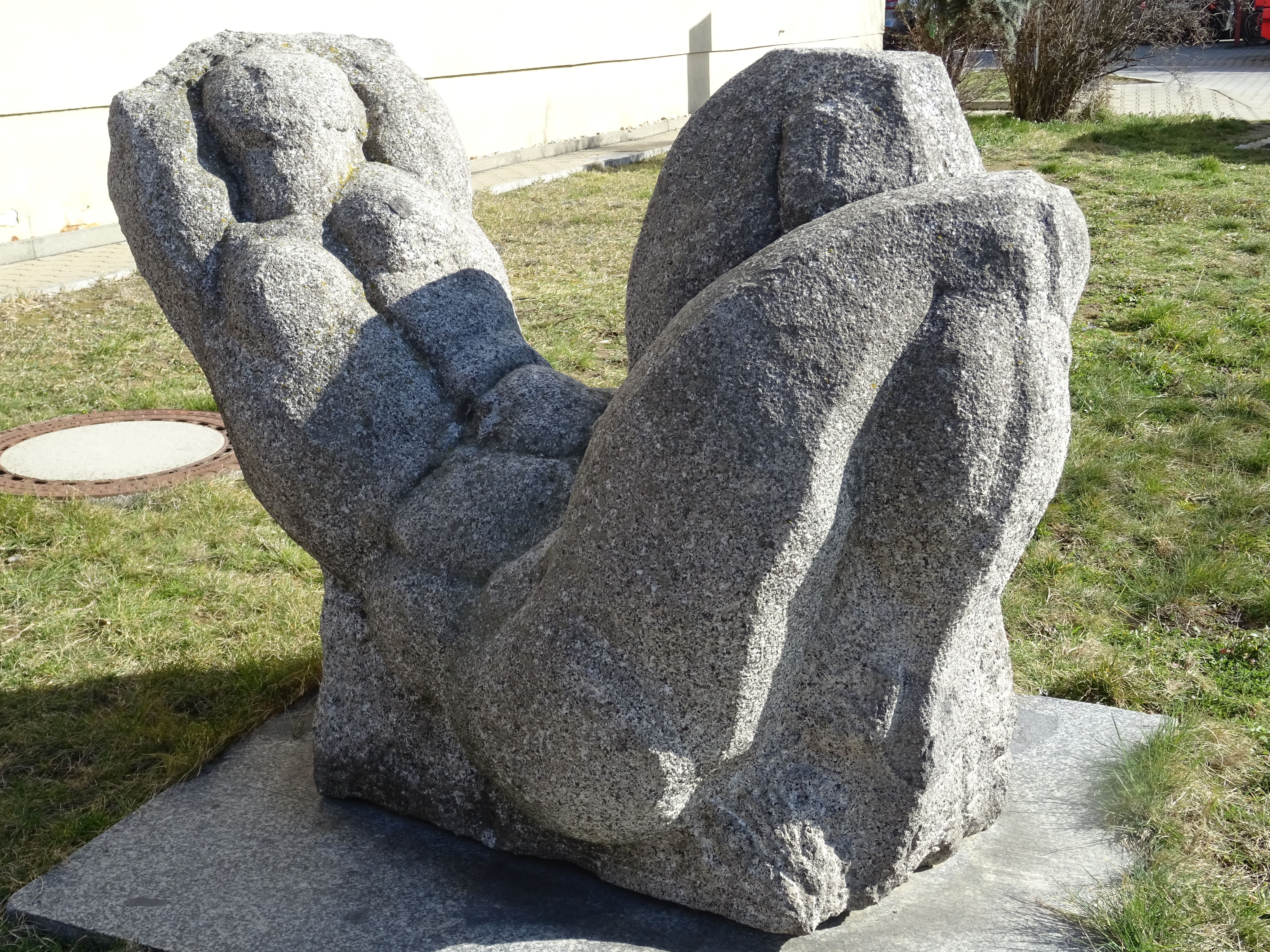
Bautzen: Frauenakt

## Leben
Miroslav Klimes’ Eltern zogen Ende der 1940er Jahre nach Sachsen und wurden in Dresden sesshaft. Er erlernte den Beruf eines Dekorationsmalers und arbeitete bis 1970 in Dresden. Von 1970 bis 1975 studierte er an der Dresdner Hochschule für bildende Künste bei Gerd Jaeger und Helmut Heinze.
Ende der 1980er Jahre lebte er in Bautzen und hatte dort ein eigenes Atelier. Als Bildhauer schuf er Werke für den öffentlichen Raum in Dresden, Bautzen und Zittau (Jonsdorf). Im Rahmen der Restaurierung historischer Objekte schuf er u. a. Repliken von Skulpturen, so am Schloss Königswartha.
Er bevorzugte Modelle und Kunstwerke, welche dem menschlichen Leben und Wirken entsprachen. Durch die rhythmischen Gliederungen und Modellierungen der Körper entstehen scheinbar bewegliche Sichtakzenten, welche die meist reliefartigen Figuren ineinander verschmelzen lassen. Für die künstlerische Gestaltung im Wohngebiet Dresden-Gorbitz arbeitete er 1984 verschiedene Modellvorschläge aus (Archivaliensignatur 89.)
Klimes war bis 1990 Mitglied im Verband Bildender Künstler der DDR.

## Werke (Auswahl)
- 1983: El Salvador – Geschundene (Marmor, Höhe 46 cm)
- 1984: Die Sitzende, Steinguss, Bautzen, Grünanlage Erich-Weinert-Straße 60/62[7]
- 1985: Liegender Frauenakt, Granit, Bautzen, Ärztehaus Töpferstraße 17
- 1985: Obelisk mit Lindenblättern, Granit, Bautzen, Grüner Ring, Wallstraße
- 1985/1986: Sandsteinskulptur Sitzende, am Hotel Bellevue in Dresden[8]
- 1986: Plastik für die Freifläche vor der POS Jonsdorf, Kreis Zittau, Archivaliensignatur 265 11438 Büro für architekturbezogene Kunst Dresden
- 1986: Bauarbeiter, Beton als architekturbezogene Kunst Dresden-Gorbitz. Derzeit im Lapidarium eingelagert, eine Wiederaufstellung ist geplant.
- 1987: Treidler Sandsteinfigurengruppe, Inventarnummer Staatliche Kunstsammlungen Dresden, P 36/87[9]
- 1996: Geschwisterpaar, Steinguss vom Bildhauer Rudolf Enderlein, restauriert und erneuert, Bautzen Grüner Ring, Wallstraße

## Ausstellungen (unvollständig)
- 1979 und 1985: Dresden, Bezirkskunstausstellungen
- 1985: Berlin, Nationalgalerie (Auf gemeinsamen Wegen)
- 1986: Cottbus, Staatliche Kunstsammlung (Soldaten des Volkes – dem Frieden verpflichtet. Kunstausstellung zum 30. Jahrestag der Nationalen Volksarmee)
- 1987/88: Dresden, X. Kunstausstellung der DDR